# Talea (Vorname)
Talea  ist ein weiblicher Vorname. 

## Herkunft und Bedeutung
Bei Talea handelt es sich um die latinisierte Form des niederdeutschen Namens Tale. Dieser wird unterschiedlich gedeutet:
- niederdeutsche Variante von Ale[2], einer Kurzform verschiedener Namen, die mit Al- beginnen.[3]
  - Ale mit bestimmtem Artikel: (da)t Ale bzw. (he)t Ale[2]
  - Ale mit „Sankt“: (Sün)t Ale[4], was der Germanist und Namenskundler Wilfried Seibicke jedoch als falsch zurückweist.[2]
- aus der Kindersprache von verschiedenen Namen, die das niederdeutsche Element adal „edel“, „vornehm“[5] beinhalten, insbesondere Adelheid[6]
- durch Lautreduktion von Namen, die mit die mit Tjal- beginnen[6], was auf das Element thiad- „Volk“ zurückgeht[7]

## Verbreitung
Der Name Talea ist in Ostfriesland seit dem 17. Jahrhundert nachgewiesen. Noch heute wird er überwiegend in Ostfriesland, aber auch in den Niederlanden vergeben.
In Deutschland ist der Name relativ selten. Im Jahr 2021 belegte er Rang 316 der Vornamens-Charts. Etwa dreiviertel der Namensträgerinnen tragen den Namen dabei in der Schreibweise Talea, nur etwa ein Viertel der Eltern wählt die Variante Thalea.

## Namensträgerinnen
Talea Prepens (* 2001), deutsche Leichtathletin